# Gerard van der Lem
Gerard van der Lem (* 15. November 1952 in Amsterdam) ist ein ehemaliger niederländischer Fußballspieler und heutiger -trainer.

## Karriere

### Spieler
Als Spieler kam er aus der U19 von Ajax und wechselte zur Saison 1971/72 innerhalb von Amsterdam in den Kader der ersten Mannschaft von AVV Zeeburgia. Zur Spielzeit 1973/74 ging es dann weiter zum FC Amsterdam und zur Runde 1975/76 zum Roda JC. Anschließend schloss er sich zur Saison 1977/78 Feyenoord an. Hier folgte ab März 1980 bis zum Ende der laufenden Spielzeit zudem noch eine Leihe zu Sparta Rotterdam. Ebenfalls in der Saison 1979/80 gewann er mit Feyenoord den nationalen Pokal. Nach dem Ende der Saison verließ er den Klub und spielte danach noch einmal bis zum Saisonende 1983/84 beim FC Utrecht, wo er dann auch seine Spielerkarriere beendete.

### Trainer
Direkt nach dem Ende seiner Laufbahn als Spieler wurde er unter Piet de Visser Co-Trainer bei Alkmaar. Später blieb er dies auch noch unter Joop Brand. Insgesamt wirkte er bis zum Saisonende 1985/86 für den Klub, bevor er Co-Trainer beim HFC Haarlem wurde. Hier begleitete er bis zum Ende der Saison 1989/90 Dick Advocaat, Hans Eijkenbroek und Hans van Doorneveld als Assistent. Anschließend ging es für ihn in der Jugend von seinem ehemaligen Ajax weiter, wo er zur Saison 1992/93 ebenfalls wieder Co-Trainer wurde und zusammen mit Louis van Gaal mehrere nationale und internationale Titel erlangte. Ihm folgte er dann auch zur Saison 1997/98 zum FC Barcelona, wo man zusammen noch einmal eine Saison verbrachte.
Zur Saison 1999/2000 übernahm er erstmals in seiner Karriere den Posten als Cheftrainer einer ersten Herrenmannschaft. Bei Alkmaar, wo er vor einigen Jahren bereits Co-Trainer war, begleitete er das Team nun über die laufende Spielzeit. Zur Spielzeit 2001/02 verschlug es ihn nach Japan zum Ōita Trinita, wo er wieder das Amt des Trainerassistenten ausübte. Zur Saison 2002/03 ging es für ihn wieder zu Ajax, wo er die zweite Mannschaft begleitete.
Nach der Weltmeisterschaft 2002 übernahm er zudem noch das Amt des Nationaltrainers von Saudi-Arabien und gewann mit der Mannschaft den Arabischen Nationenpokal 2002 und begleitete das Team in der Qualifikation für die Asienmeisterschaft 2004. Anfang 2004 gewann er mit seiner Mannschaft den Golfpokal, bevor er im Juli 2004 nach einem Aus nach der Gruppenphase bei der Asienmeisterschaft entlassen wurde.
Ab der Spielzeit 2004/05 wurde er wieder einmal Co-Trainer bei Ajax. Diesmal assistierte er Danny Blind, Ronald Koeman und Tonnie Bruins Slot. Nach seinem Ausstieg im Mai 2006 wurde er Mitte Januar 2007 Trainer bei Apollon Limassol auf Zypern. Hier hielt er sich jedoch nur bis Ende März des Jahres im Amt. Zur nächsten Saison wurde Trainingsleiter beim Sharjah FC aus den Vereinigten Arabischen Emiraten, wo er auch bis zum Ende der Spielzeit verblieb. Zur Folgesaison wurde er in Griechenland bei Panathinaikos Athen unter Henk ten Cate wieder Co-Trainer. Nach einer Saison trennten sich aber auch hier wieder die Wege.
Ab der Runde 2010/11 übernahm er unter Schota Arweladse den Posten des Assistenztrainers bei Kayserispor. Nach der Saison war er noch einmal kurzzeitig Leiter der Nachwuchsabteilung, trat dann aber Mitte Oktober aus diesem Amt aus. Bis heute sind keine weiteren Tätigkeiten von ihm bekannt.